# Naissance en 1180
Naissance
- 1176
- 1177
- 1178
- 1179
- 1180
- 1181
- 1182
- 1183
- 1184

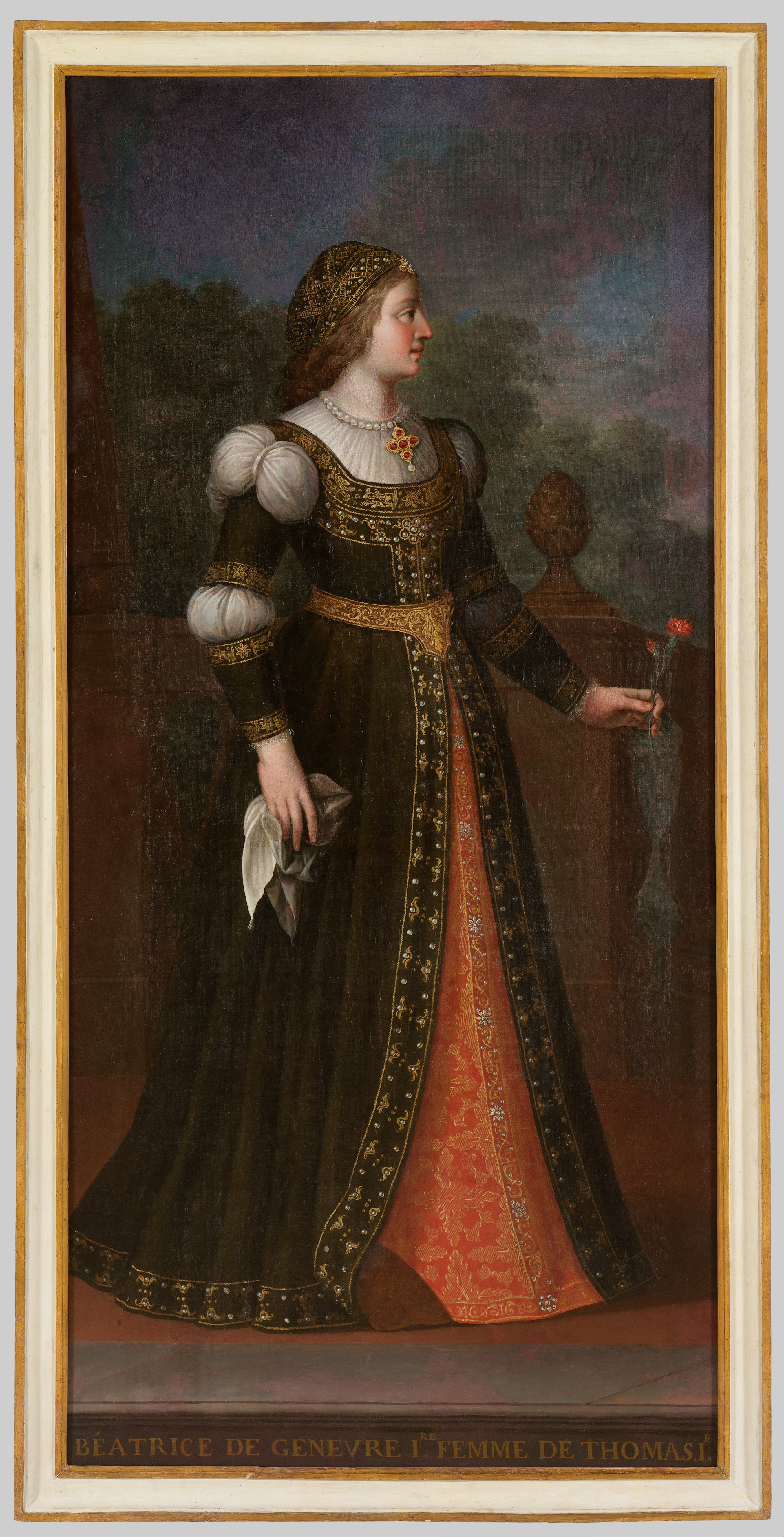
Béatrice-Marguerite de Genève, née en 1180.

Cette page dresse une liste de personnalités nées au cours de l'année 1180 :
- 17 février : Constance de Hongrie,  reine consort de Bohême, princesse de Hongrie.
- 6 août : Go-Toba, 82e empereur du Japon de 1183 à 1198.

- Bérengère Ire de Castille, reine de Castille.
- Philippe II de Carteret, chevalier et seigneur de Saint-Ouen, membre de la puissante famille Carteret issue de la noblesse normande.
- Élie de Cortone, religieux italien, deuxième ministre général de l'Ordre des frères mineurs.
- Gilbert de Clare (5e comte de Gloucester) et 4e comte de Hertford.
- Guy Ier de Lévis,  seigneur de Mirepoix et maréchal de la foi.
- Ingegerd Birgersdotter de Bjelbo, reine de Suède et de Finlande.
- Henri II de Nassau, co-comte de Nassau, comte de Nassau.
- Waléran III de Limbourg, marquis d'Arlon, seigneur de Montjoie, avoué de Duisbourg, puis comte de Luxembourg et duc de Limbourg.

date incertaine (vers 1180)
- Peire Cardenal, troubadour.
- Césaire de Heisterbach, moine cistercien de l’Allemagne médiévale.
- Constantin de Barbaron, seigneur de Barbaron et de Partzerpert, de la famille des Héthoumides.
- Garsende de Sabran, héritière des comtes de Forcalquier, comtesse de Provence et trobairitz connue en tant que Garsenda de Proensa, Garsende de Provence ou Garsende de Forcalquier.
- Marguerite de Genève,  Béatrice-Marguerite de Genève ou Marguerite de Faucigny, comtesse de Savoie.
- Jean Halgrin, cardinal français.
- Raymond II de Roquefeuil, vicomte de Creyssel, seigneur baron de Roquefeuil et baron de Meyrueis.
- Xia Gui, peintre.

## Crédit d'auteurs
- Cet article est partiellement ou en totalité issu de l'article intitulé « 1180 » (voir la liste des auteurs).